# 14500 Кібо
14500 Кібо (14500 Kibo) — астероїд головного поясу, відкритий 27 листопада 1995 року.
Тіссеранів параметр щодо Юпітера — 3,632.